# 乌莎·万斯
乌莎·奇卢库里·万斯（英語：Usha Chilukuri Vance，1986年1月6日—），出生名契盧庫利·烏沙·巴臘（英語：Chilukuri Usha Bala），現任美國第二夫人，其夫為美国副总统JD·萬斯，於2024年7月15日獲共和党总统候选人暨前总统唐納·川普提名为竞选搭档；之後成功當選，乌莎·万斯为美国歷史上首位印度裔出身的第二夫人。
乌莎出生在加利福尼亚州圣迭戈，父母都是印度移民，她在一個中上階層的郊區長大。她畢業於耶魯大學，獲得歷史學學士學位，並從耶魯法學院獲得法律博士學位。法學院畢業後，萬斯曾擔任多位聯邦法官的法律助理，包括首席大法官約翰·羅伯茨、法官布雷特·卡瓦諾和法官阿穆爾-塔帕爾（Amul Thapar）。
2019年，乌莎取得哥倫比亞特區律師資格，隨後在一家知名律師事務所工作，處理涉及高等教育、地方政府、娛樂和科技案件的民事訴訟和上訴。她於2024年7月辭去律師事務所的工作。
她在2024年共和黨全國代表大會上為丈夫JD·范斯致詞開幕，並經常與他一起參加競選活動。

## 早年生活及教育
乌莎出生并成长于加利福尼亚州圣迭戈郊区，其父母分别是克里什·奇卢库里和拉克希米·奇卢库里，此二人皆是讲泰卢固语的印度移民，且都是大学教授。她有一個妹妹名为Shreya。除此之外，其父母皆来自于印度的安得拉邦。其儿时的朋友形容乌莎是一个“领导者”和“书呆子”。
乌莎的父母來自印度安得拉邦西哥達瓦里縣和克利須那縣的泰盧固婆羅門族群，他們一家在1980年代從印度安得拉邦移民過來。他們的家人在1980年代從印度安得拉邦移民過來。她在聖迭戈中上階層的兰乔佩尼亚斯奎托斯（Rancho Peñasquitos）郊区長大。
她的曾姑姑奇卢库里·山塔玛（Chilukuri Santhamma）住在安得拉邦的维沙卡帕特南，被認為是印度最年老的現任教授，截至2024年已96歲高齡，並著有一本根據古印度經典《薄伽梵歌》改編的書。乌莎的外祖父奇鲁库里·拉玛·沙斯特里（Chilukuri Rama Sastri）在印度理工學院馬德拉斯校區 (IIT Madras）教授物理，該學院目前為紀念他而設有學生獎項。她的姑姑住在金奈。
2003年，她畢業於卡梅尔山高中（Mt. Carmel High School），並在該校的軍樂團中表演。乌莎就读于耶鲁大学，并以优异成绩获得历史学学士学位，甚至成为了美国大学优等生荣誉学会（Phi Beta Kappa）成员。在耶魯就讀期間，乌莎在當地小學擔任志工，並擔任女童軍領袖，還成為教育政策刊物《我們的教育》（Our Education）的主編。畢業後，她以耶魯教師的身份在中国廣州中山大学教授英語和美國歷史。乌莎後來以蓋茨劍橋獎學金（Gates Cambridge Scholar）的身份就讀於英國劍橋大學克萊爾學院，並於2010年獲得早期現代史哲學碩士學位。
之后她于2013年获得耶鲁法学院法律博士学位，期间担任《耶鲁法律杂志》的执行发展编辑和《耶鲁法律与技术杂志》的总编辑。乌莎在耶鲁大学法学院就读期间遇到了她未来的丈夫J·D·万斯，这两人的恋情还得到了蔡美儿教授的鼓励。这两人于2013年合作在耶鲁大学组织了一个讨论小组，重点讨论“白人美国的社会衰落”这一主题。
乌莎在2014年之前注册为民主党人，然而根据记录显示她在2022年大选的共和党初选中有参与投票。

## 职业生涯
乌莎·万斯于於2013年至2014年擔任肯塔基州東區地方法院阿穆尔·塔帕尔（Amul Thapar）法官的律政書記，2014年至2015年间担任时任哥伦比亚特区巡回法官布雷特·卡瓦諾的律政書記，并于2017年至2018年间担任美国最高法院首席大法官约翰·罗伯茨的律政书记。她于2019年5月获得哥伦比亚特区的律师资格，并在芒格、托尔斯和奥尔森律师事务所工作直至2024年7月。除此之外，她还曾担任盖茨剑桥校友会的董事会成员以及辛辛那提交响乐团董事会秘书。
2025年1月20日，隨著其丈夫J·D·万斯上任美国副总统，亦使她成為美国第二夫人。

## 个人生活
乌莎·万斯和她的丈夫J·D·万斯于2014年在肯塔基州举行了一场跨信仰婚礼。这对夫妇共育有三名子女，他们分别是伊万（生于2017年）、维韦克（生于2020年）以及米拉贝尔（生于2021年）。尽管她本人是虔诚的印度教徒，她的丈夫却信奉罗马天主教。
根據公開記錄，2014年乌莎在民主黨初選中參與投票，然而2022年她在共和黨初選中參與投票，而她的丈夫是該黨的候選人。她曾為羅伯茨和卡瓦諾等保守派法官擔任律政書記，但也曾在工作文化偏向進步派的加州律師事務所執業。據《紐約時報》報導，她的政治觀點似乎在這幾年有所改變，因為她在2021年為民族保守派人士布雷克·馬斯特斯的參議員競選活動提供了政治獻金。
乌莎從小就熱愛閱讀。她童年時經常造訪印度，並透過閱讀诺贝尔文学奖得主泰戈爾的書籍和小說家R.K. 纳拉扬（R. K. Narayan）的《Malgudi Days》等，認識了印度文学。

## 影视形象
在描述其家庭生活的电影《乡下人的悲歌》中，演员芙蕾达·平托负责饰演乌莎·万斯。